# Dhiththudi
Dhiththudi est une petite île inhabitée des Maldives.

## Géographie
Dhiththudi est située dans le centre des Maldives, au Sud-Est de l'atoll Mulaku, dans la subdivision de Meemu. Elle voisine l'île plus petite de Kudadhigandu.